# Newfoundland Growlers
Newfoundland Growlers – kanadyjski klub hokeja na lodzie z siedzibą w St. John’s w prowincji Nowa Fundlandia i Labrador, grający w lidze ECHL.
Klub został założony w 2018 po tym, jak Montreal Canadiens przeniesli St. John’s IceCaps do Laval i zacznie grać w sezonie 2018/19 w dywizji północnej, konferencji wschodniej.
Drużyna stanowi zespół farmerski dla klubów Toronto Maple Leafs w NHL oraz Toronto Marlies w AHL.

## Sukcesy
- Kelly Cup – mistrzostwo ECHL: 2019